# Presidente Tancredo Neves
Presidente Tancredo Neves é um município brasileiro do estado da Bahia. Sua população e de 27.726 habitantes segundo o censo 2022. A cidade está localizada às margens da BR-101. A distância até Salvador é de 240 km. Na cidade está localizada a Casa Familiar Rural de Presidente Tancredo Neves, pertencente à Fundação Odebrecht, que no ano de 2009 foi semifinalista do Prêmio CAIXA Melhores Práticas em Gestão Local.